# Hedwig
Hedwig ist ein weiblicher, in seltenen Fällen auch männlicher Vorname sowie ein Nachname. Der Name kommt aus dem Althochdeutschen (Haduwig) und setzt sich aus hadu, „der Kampf, die Schlacht“ und wig, „ringen, der Kampf, der Krieg“ zusammen. Bekannt sind im Deutschen und Englischen die Varianten Hadwig, Hedi, Hedy, französisch Edwige, skandinavisch Hedvig, flämisch Hadewych, slowakisch Hedviga, tschechisch Hedvika, sorbisch und polnisch Jadwiga, spanisch Eduvigis.

## Namensträgerinnen

### Einzelname
- Hedwig von Wolhusen († nach 1070), Äbtissin des Fraumünsters in Zürich
- Hedwig von Ballenstedt (um 1140–1203), Markgräfin von Meißen
- Hedwig von Andechs (1174–1243), Herzogin von Schlesien, Heilige
- Hedwig von Gutenstein († 1285?), Zisterzienserin und Äbtissin des Klosters Wald
- Hedwig IV. von Gernrode († 1316?), Äbtissin der vereinigten Stifte von Gernrode und Frose
- Hedwig von Anjou (1373–1399), Königin von Polen und Heilige

- Hedwig Jagiellonica (1408–1431) (1408–1431). Prinzessin von Polen und Litauen
- Hedwig Jagiellonica (1457–1502) (1457–1502), Prinzessin von Polen, Herzogin von Bayern
- Hedwig Jagiellonica (1513–1573) (1513–1573), Prinzessin von Polen, Kurfürstin von Brandenburg
- Hedwig von Masowien (* zwischen 1389 und 1397; † 1439), polnische Prinzessin und sächsische Fürstin
- Hedwig von Sachsen (1445–1511), Tochter des Kurfürsten Friedrich II. von Sachsen, Äbtissin von Quedlinburg
- Hedwig von Münsterberg-Oels (1508–1531), durch Heirat Markgräfin von Brandenburg-Ansbach-Kulmbach
- Sophie Hedwig von Braunschweig-Wolfenbüttel (1592–1642), Herzogin von Braunschweig-Lüneburg und Frau des Diezer Grafen Ernst Casimir
- Hedwig von Braunschweig-Wolfenbüttel (1595–1650), Herzogin von Pommern
- Hedwig Eleonora von Schleswig-Holstein-Gottorf (1636–1715), schwedische Königin
- Hedwig Elisabeth Amalia von der Pfalz (1673–1722), Prinzessin und Pfalzgräfin von Neuburg, Kronprinzessin von Polen
- Hedwig Friederike von Württemberg-Weiltingen (1691–1752), Fürstin von Anhalt-Zerbst

### Vorname
- Hedwig Andersen (1866–1957), deutsche Logopädin
- Hedwig Anneler (1888–1969), Schweizer Ethnologin und Schriftstellerin
- Hedwig Arendt (1856–1917), deutsche Theaterschauspielerin
- Hedwig „Vicki“ Baum (1888–1960), österreichisch-amerikanische Harfenistin und Schriftstellerin
- Hedwig Bender (1854–1928), deutsche Philosophin und Frauenrechtlerin
- Hedwig von Beit (1896–1973), deutsche Erzähl- und Märchenforscherin
- Hedwig von Beverfoerde (* 1963), deutsche Aktivistin für Konservatismus
- Hedwig Bienkowski-Andersson (1904–1984), deutsche Essayistin und Schriftstellerin
- Hedwig Bilgram (* 1933), deutsche Musikerin
- Hedwig Bleibtreu (1868–1958), österreichische Theater- und Filmschauspielerin
- Hedwig Bleuler-Waser (1869–1940), Schweizer Temperenzlerin
- Hedwig Bollhagen (1907–2001), deutsche Keramikerin
- Hedwig Brenner (1918–2017), israelische Lexikografin und Schriftstellerin
- Hedwig Brouckaert (* 1973), belgische Bildhauerin und Zeichnerin
- Hedwig Burgheim (1887–1943), deutsche Pädagogin
- Hedwig Büll (1887–1981), deutschbaltische Missionarin
- Hedwig Caspari (1882–1922), deutsche Schriftstellerin
- Hedwig Conrad-Martius (1888–1966), deutsche Philosophin
- Hedwig Courths-Mahler (1867–1950), deutsche Schriftstellerin
- Hedwig Dohm (1831–1919), deutsche Schriftstellerin und Frauenrechtlerin
- Hedwig Dorosz (1905–1946), Schweizer Hochschullehrerin und Schriftstellerin
- Hedwig Dransfeld (1871–1925), deutsche Frauenrechtlerin und Politikerin
- Hedwig Dülberg-Arnheim (1894–1944), deutsche Künstlerin
- Hedwig Eyrich (1893–nach 1963), deutsche Ärztin, Psychiaterin und Romanautorin
- Hedwig Fassbender (* 1954), deutsche Opernsängerin und Gesangspädagogin
- Hedwig Fechheimer (1871–1942), deutsche Kunsthistorikerin und Ägyptologin
- Hedwig Finger (1899–1974), deutsche Politikerin (CDU, DFU)
- Hedwig Fleischhacker (1906–1978), deutsche Osteuropahistorikerin
- Hedwig Forstreuter (1890–1967), deutsche Journalistin und Schriftstellerin
- Hedwig Frey (1877–1938), Schweizer Anatomin
- Hedwig Fuchs (1864–1944), deutsche Gewerkschafterin und Politikerin
- Hedwig Funkenhauser (* 1969), deutsche Fechterin
- Hedwig Greve (1850–1925), deutsche Malerin
- Hedwig Grimm (1910–2003), deutsche Agraringenieurin und Rosenexpertin
- Hedwig Gutzeit (1871–1945), deutsche Stummfilmschauspielerin und Autorin
- Hedwig Günther (1896–1966), deutsche Politikerin (SPD)
- Hedwig Haberkern (1837–1901), deutsche Autorin und Lehrerin
- Hedwig Haller-Braus (1900–1989), Schweizer Bildhauerin
- Hedwig Haschke (* 1921), deutsche Gewerkschafterin (FDGB)
- Hedwig Hausmann-Hoppe (1865–nach 1922), deutsche Malerin
- Hedwig Haß (1902–1992), deutsche Fechterin
- Hedwig Henrich-Wilhelmi (1833–1910), deutsche Schriftstellerin, Freidenkerin und Frauenrechtlerin
- Hedwig Heyl (1850–1934), deutsche Frauenrechtlerin und Philanthropin
- Hedwig Hillengaß (1902–1970), deutsche Opernsängerin (Sopran)
- Hedwig Hintze (1884–1942), deutsche Neuzeit-Historikerin
- Hedwig Hoffmann (1863–1925), deutsche Theaterschauspielerin
- Hedwig Hoffmann (1863–1940), deutsche Politikerin (DNVP)
- Hedwig Holtz-Sommer (1901–1970), deutsche Malerin
- Hedwig Hornburg (1885–1975), deutsche Malerin und Lehrerin
- Hedwig Hübsch (vor 1896 – nach 1908), österreichische Opernsängerin (Sopran)
- Hedwig Hülle (1794–1861), deutsche Dichterin, Schriftstellerin und Lehrerin
- Hedwig Jessen (1899–1956), deutsche Bildhauerin und Grafikerin
- Hedwig Eva Maria Kiesler, Künstlername Hedy Lamarr (1914–2000), österreichische Schauspielerin und Erfinderin
- Hedwig Kohn (1887–1964), deutsche Physikerin
- Hedwig Kömmerling (1896–1993), deutsche Historikerin und Gründungsmitglied des Deutschen Frauenrings
- Hedwig Lachmann (1865–1918), deutsche Schriftstellerin
- Hedwig Lange (männl. Vorname, 1840–1901), deutscher Bürgermeister und Parlamentarier
- Hedwig Lindenberg (1866–1951), deutsche Malerin
- Hedwig Michel (1892–1982), deutsche Autorin, letzte Präsidentin der US-amerikanischen Koreshan Unity
- Hedwig Munck (* 1955), deutsche Kinderbuchautorin
- Hedwig Richter (* 1973), deutsche Historikerin
- Hedwig von Rittberg (1839–1896), deutsche Krankenschwester, Gründerin des Hilfsschwestern-Vereins
- Hedwig Sehr (* 1953), deutsche Notfallseelsorgerin und Feuerwehrfrau
- Hedwig Wigger (1853–1918), deutsche Schriftstellerin

### Familienname
- Andreas Hedwig (* 1959), deutscher Archivar
- Johann Hedwig (1730–1799), deutscher Botaniker und Arzt
- Margaretha Hedwig (* 1604), der Hexerei bezichtigtes Mädchen
- Michael Hedwig (* 1957), österreichischer Maler, Zeichner und Druckgrafiker
- Romanus Adolf Hedwig (1772–1806), deutscher Botaniker

### Himmelskörper
- (476) Hedwig, Asteroid des Hauptgürtels

### Orte
- Hedwig (slowakisch Hadviga) ist eine verlassene Siedlung in der Mittelslowakei

### Kunstfiguren
- eine weise Eule in der Hörspielreihe für Kinder, Die Drei vom Ast: Eulalia Hedwig Sophie Gräfin von Eichenhain Uhland
- eine Schnee-Eule und Haustier von Harry Potter in den gleichnamigen Romanen, siehe Tiere der Harry-Potter-Romane#Eulen
- die Ehefrau von Wilhelm Tell im Drama Wilhelm Tell (Schiller)
- die Hauptfigur des Musicals Hedwig and the Angry Inch (Musical)
- die Hauptfigur des auf dem Musical basierenden Films Hedwig and the Angry Inch (Film)
- Hauptfigur im Spielfilm Kamerad Hedwig
- eine der drei Hauptfiguren aus dem Buch Die Gespensterjäger